# Pterostylis biseta
Pterostylis biseta är en enhjärtbladig växtart som beskrevs av John A.P. Blackmore och Stephen Chapman Clemesha. Pterostylis biseta ingår i släktet Pterostylis och familjen orkidéer. Inga underarter finns listade i Catalogue of Life.